# Tina Weymouth
Martina Michèle Weymouth (Coronado, 22 de novembro de 1950) é uma musicista estadunidense.
Foi integrante das bandas Talking Heads e Tom Tom Club.

## Carreira
Animadora de torcida em sua juventude, Tina possui ascendência francesa por parte de mãe.
Ela é casada desde 1977 com Chris Frantz, baterista do Talking Heads com quem teve dois filhos: Egan e Robin. Frantz e Weymouth fundaram um projeto paralelo à banda liderada por David Byrne, o Tom Tom Club. Tina gravou canções para o grupo Gorillaz, dando voz à personagem Noodle, criada por Damon Albarn e Jamie Hewlett.

## Legado
Em 2020, a revista Rolling Stone a elegeu a 29.ª melhor baixista de todos os tempos.
Weymouth inspirou muitas mulheres baixistas, incluindo Este Haim e Victoria De Angelis.